# ストラトフォー
ストラトフォー（英:Stratfor）は、アメリカ合衆国の民間シンクタンクかつ出版社。
正式名は「ストラテジック・フォーカスティング有限会社」（Strategic Forecasting, Inc.）。インターネット・サイトで情報配信を行う。
1996年にテキサス州オースティンにてジョージ・フリードマン（現会長）によって設立された。

## 概要

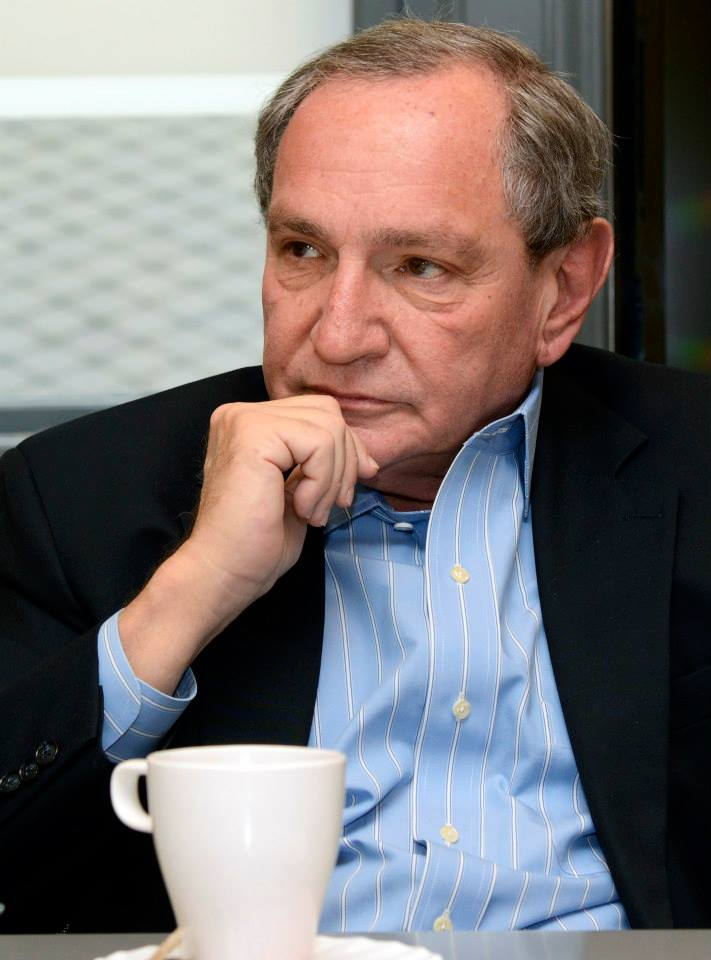
ジョージ・フリードマン

同社は、1996年から日刊で情報配信を行ってきた。
1999年には、NATO軍によるコソボ空爆の記事を通じて大いに注目された。
これは、『タイム』誌、『Texas Monthly』誌や他の出版物に掲載された。
当初は一般の閲覧が無料であったが、1999年末から、記事のほとんどは会員にのみ提供されるようになった。
2001年9月のアメリカ同時多発テロ事件では「臨時ニュース」欄を設けて一般に提供し、アルカイダとブッシュ政権の戦争を予言した。
様々な分野のテーマについての分析をまとめて書籍として出版している。テーマには個人のセキュリティ、未来予測、宗教思想、戦況等が含まれる。
2014年6月、月刊『Compass』という国際的なビジネスエグゼクティブ向け登録制の出版物を創刊した
。
「影のCIA」と称されることもある
 。